# Амузи, Стэнли
Стэнли Амузи (англ. Stanley Amuzie; род. 28 февраля 1996, Лагос, Лагос) — нигерийский футболист, защитник клуба «Алюминий». Выступал в сборной Нигерии. Участник Олимпийских игр 2016 года в Рио-де-Жанейро.

## Клубная карьера
Амузи — воспитанник итальянского клуба «Парма». Летом 2015 года «Сампдория» хотела приобрести футболиста, но отложила подписание контракта на полгода из-за незалеченной травмы. В начале 2016 года переход состоялся. Для получения игровой практики Стэнли сразу же был отдан в аренду в португальский Ольяненсе. 17 февраля в матче против «Варзима» он дебютировал в Сегунда лиге. 17 апреля в поединке против «Фаренсе» Амузи забил свой первый гол за «Ольяненсе». Летом 2017 года Стэнли на правах аренды перешёл в швейцарский «Лугано».

## Международная карьера
25 марта 2016 года в отборочном матче Кубка Африки 2017 против сборной Египта Амузи дебютировал за сборную Нигерии.
Летом 2016 года Стэнли стал бронзовым призёром Олимпийских игр в Рио-де-Жанейро. На турнире он сыграл в матчах против команд Японии, Швеции, Колумбии, Дании, Германии и Гондураса.

## Достижения
Международные
 Нигерия (до 23)
- Олимпийских игр — 2016